# Nick Griffin

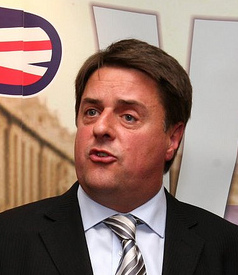
Nick Griffin

Nick Griffin (n. 1 martie 1959) este un om politic britanic, conducătorul partidului de extremă dreaptă British National Party.